# Ілюзія Понцо
Ілюзія Понцо — оптична ілюзія , вперше продемонстрована італійським психологом Маріо Понцо (1882—1960) у 1913 році.
Понцо припустив, що мозок людини визначає розмір об'єкта за його тлом. Понцо намалював два однакових відрізки на тлі двох ліній, що сходяться, на кшталт залізничного полотна, що зникає вдалині. Верхній відрізок здається більшим, оскільки мозок інтерпретує лінії, що сходяться, як перспективу (як дві паралельні лінії, що сходяться на відстані). Тому ми думаємо, що верхній відрізок розташований далі, і вважаємо, що його розмір більший. Крім ліній, що сходяться, силу ефекту додає зменшена відстань між проміжними горизонтальними відрізками.
Існує припущення, що місячна ілюзія є прикладом ілюзії Понцо, в якій дерева, будинки та інші деталі ландшафту відіграють роль ліній, що сходяться. Об'єкти переднього плану змушують наш мозок думати, що Місяць більший, ніж він є насправді.
Цей тип зорових ілюзій також виникає при використанні пристрою сенсорного заміщення . Однак для його сприйняття необхідно наявність подібного візуального досвіду, оскільки люди з вродженою сліпотою не чутливі до нього.

Приклад ілюзії Понцо. Обидві горизонтальні лінії мають однаковий розмір.